# Freiwilliger Seenot-Dienst
Der Verein Freiwilliger Seenot-Dienst e.V. (FSD) ist eine Wasserrettungsorganisation, zu der sich Freizeitskipper, Segler und Motorbootfahrer auf deutschen Seen zusammengeschlossen haben, um anderen Wassersportlern in Notfällen und bei Gefahr auf See zu helfen. Sitz des Vereins ist Marktschellenberg. Den aktuellen Vorsitz führt Clemens Wagner. Sämtliche Helfer arbeiten ehrenamtlich.
Seit Beginn im Gründungsjahr 1965 hat die Organisation bei 208 Rettungseinsätzen 494 Menschen aus unmittelbarer Lebensgefahr gerettet und 3.502 Menschen Hilfe in der Not bzw. bei Gefahr geleistet. Der FSD deckt mit seinen Einsätzen ca. 70 % der Wochentage und gut 80 % der Wochenenden/Feiertage der Segelsaison ab.
Der FSD wurde 1965 auf einer Idee von Wolf Klemm hin ins Leben gerufen. Er verlangt kein Entgelt für seine Dienste und ist auch nicht auf verpflichtenden Dienstplänen aufgebaut. Die Mitglieder zeigen ihre Bereitschaft durch das Führen der FSD-Flagge.
Für den Rettungseinsatz und die dann anfallenden Aufgaben sind die FSD-Schiffe (Privatboote der Mitglieder) mit zusätzlichem FSD-Rettungsgerät wie z. B. Rettungstalje, Life Sling oder Sanitätsrucksack ausgestattet. Die FSD-Schiffsführer werden jährlich in rettungstechnischen und seemännischen Übungen zur Unfallrettung geschult und erhalten spätestens alle 2–3 Jahre wieder einen erweiterten rettungsmedizinischen Kurs. Der Freiwillige Seenot-Dienst sieht sich als kooperative Ergänzung zu DLRG und Wasserwacht.
Der FSD ist auf dem Ammersee, Bodensee, Chiemsee, Starnberger See, Geiseltalsee und dem Großen Brombachsee aktiv. Der FSD besteht 2024 aus 43 Booten (Eigner ist nicht der Verein) und 142 Mitgliedern, davon 54 aktive Schiffsführer.